# Adja Marieme Diop
Pour les articles homonymes, voir Diop.
Adja Marieme Diop (née le 5 août 1977) est une judokate sénégalaise.

## Biographie
Elle est médaillée de bronze toutes catégories aux Jeux africains de 1995, médaillée de bronze en plus de 72 kg et en toutes catégories aux Championnats d'Afrique 1996, médaillée d'or toutes catégories et médaillée d'argent en plus de 72 kg aux Championnats d'Afrique 1997, médaillée d'or toutes catégories et médaillée de bronze en plus de 78 kg aux Championnats d'Afrique 1998, médaillée d'argent en plus de 78 kg aux Jeux africains de 1999 et médaillée d'or toutes catégories et médaillée d'argent en plus de 78 kg aux Championnats d'Afrique 2000.
Elle est éliminée au premier tour des Jeux olympiques d'été de 2000 par la Britannique Karina Bryant.